# Galactia marginalis
Galactia marginalis är en ärtväxtart som beskrevs av George Bentham. Galactia marginalis ingår i släktet Galactia och familjen ärtväxter.

## Underarter
Arten delas in i följande underarter:
- G. m. colombiana
- G. m. marginalis